# Zorzines lushanaria
Zorzines lushanaria är en fjärilsart som beskrevs av Sato 1992. Zorzines lushanaria ingår i släktet Zorzines och familjen nattflyn. Inga underarter finns listade i Catalogue of Life.